# Томі Адеємі
Томі Адеємі (народилась 1 серпня 1993 року) — письменниця, модель і вчитель письма, лауреат нагород «Г’юго» та «Неб'юла».  Найбільш відома своїм романом «Діти крові та кісток», першим у трилогії «Спадок Ор'їші», опублікованій Henry Holt Books for Young Readers , який дебютував №1 у списку бестселерів New York Times і виграв у 2018 році Премію Андре Нортона за наукову фантастику та фентезі для молоді,  Книжкову премію Waterstones 2019 та премію Г’юго у 2019 за найкращу книгу для молоді.  У 2019 році вона була включена до списку Forbes 30 до 30. У 2020 році журнал TIME включив її до 100 найвпливовіших людей 2020 року в категорії «Піонери».  Зараз студія Paramount Pictures розробляє фільм на основі книги «Діти крові та кістки», режисером якого стане Джина Прінс-Байтвуд.

## БІографія
Томі Адеємі народилась 1 серпня 1993   у Сполучених Штатах у сім'ї емігрантів з Нігерії. Її батько був лікарем, але в США певний час працював водієм таксі, поки чекав на передачу своєї кваліфікації. Мати працювала прибиральницею. Адеємі виросла в Чикаго і не спочатку мало цікавилась своїм нігерійським походженням; її батьки вирішили не вчити своїх дітей рідної мови. Томі зацікавилась культурою своєї батьківщини вже у дорослому віці. Вона писала: «Я не надто багато думала про це, і я думаю, що це досвід першого покоління. Ти просто намагаєшся вписатися. Ти не усвідомлюєш, наскільки крута твоя культура». Пізніше один зі своїх романів вона описала як любовний лист до своєї культури.  Томі етнічна йоруба. 
Своє перше оповідання Адеємі написала, коли їй було п’ять років і продовжувала писати в підлітковому віці. У 2011 році вона закінчила Центральну середню школу Гінсдейла в Гінсдейлі, штат Іллінойс  У 2008 році отримала кваліфікацію в Програмі молодих науковців Фонду центральної середньої школи Гінсдейла, а в 2010–2011 роках отримала стипендію «Молоді науковці».  На останньому курсі навчання також отримувала стипендію Рані Шарма.  Вона закінчила Гарвардський університет з відзнакою в галузі англійської літератури , потім вивчала західноафриканську міфологію та культуру в Сальвадорі, Бразилія, за стипендією.  Саме цей досвід надихнув її написати «Діти крові та кісток.»

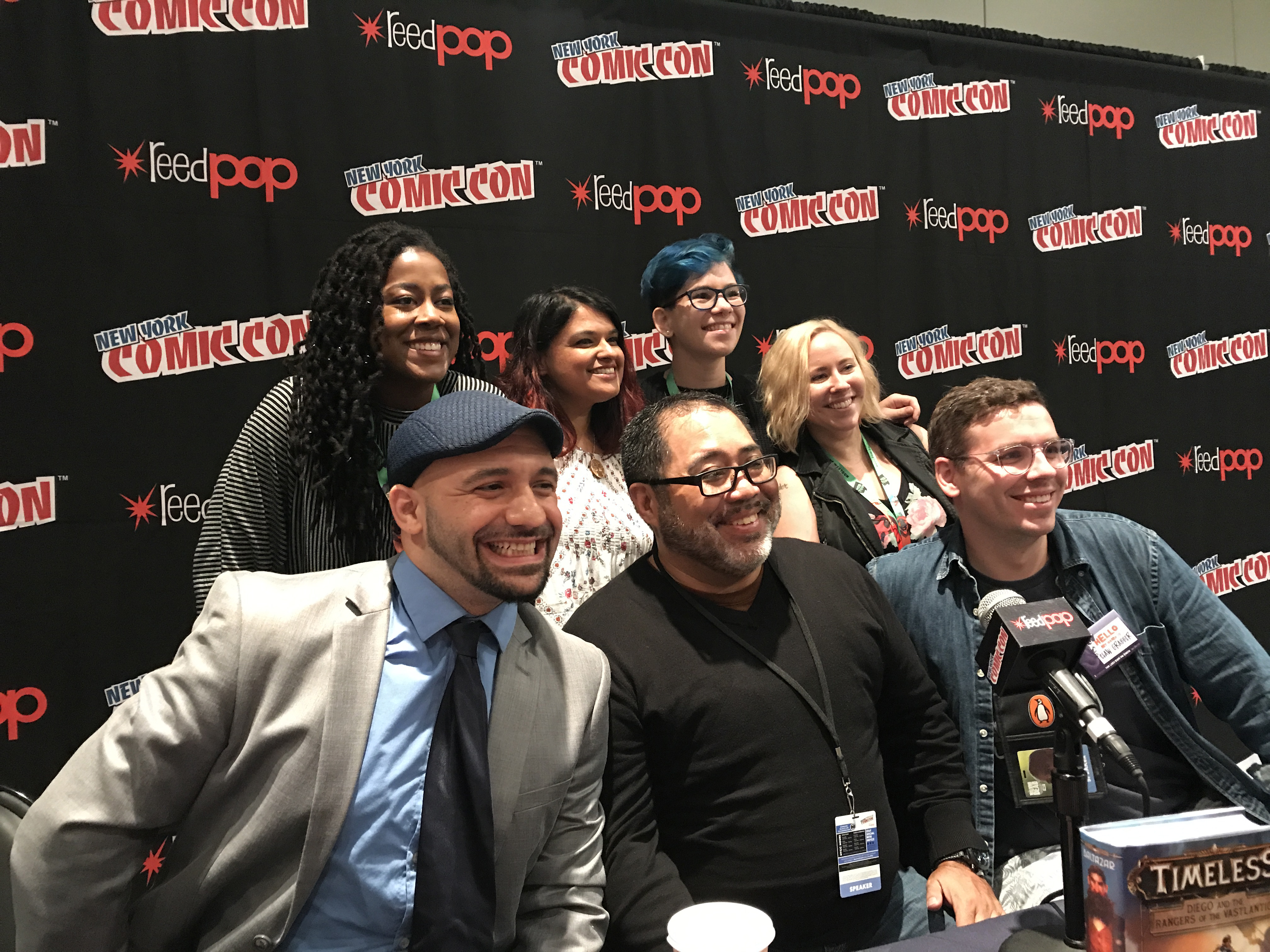
Адеємі, угорі ліворуч, з іншими авторами фентезі на панельній дискусії на Нью-Йоркському Comic Con у 2017р.

Після того, як Томі Адеємі переїхала до Каліфорнії, вона працювала в кінокомпанії Лос-Анджелеса, але вирішила покинути роботу, щоб більше часу приділяти письменництву. Батьки були не в захваті від рішення доньки, але підтримали її. 

### Трилогія "Спадщина Оріші"
Дебютний роман Адеємі «Діти крові та кісток» вийшов у березні 2018 року та став першим у списку бестселерів для молоді за версією The New York Times.  Це фентезійний роман для підлітків,   в якому головна героїня Зелі Адебола бореться з монархією, щоб повернути магію своєму народу. Адеємі сказала, що хотіла написати фентезійний роман у Західній Африці, щоб «маленька темношкіра дівчинка могла одного разу взяти мою книгу й побачити себе в ньому... Я хочу, щоб вона знала, що вона красива і важлива і вона може мати божевільну, чарівну пригоду, навіть якщо частина світу скаже їй, що вона ніколи не зможе бути Герміоною Ґрейнджер».  Роман був нагороджений премією Андре Нортона 2018 року за молодіжну наукову фантастику та фентезі та є фіналістом премії Lodestar 2019 за найкращу книгу для молоді .
Наприкінці березня 2017 року студія Fox 2000 Pictures придбала права на екранізацію книги.  Повідомляється, що угоди за видання та права на фільм складали приблизно семизначні цифри.   Дедлайн описав цю подію як «одну з найбільших угод щодо публікації дебютних романів у жанрі підліткової літератури». 
У листопаді 2018 року Адеємі звинуватила Нору Робертс у плагіаті назви її роману.  Пізніше відкликала звинувачення, сказавши, що «після розмови з нею я вважаю, що наші назви були створені незалежно одна від одної».  Пізніше Робертс уточнила, що її книга була названа та передана видавництву за рік до виходу книжки Адеємі.  
З незрозумілих причин другий роман серії, «Діти помсти та чеснот», був відкладений з початкової дати виходу в березні 2019 року на червень 2019 року. Пізніше Адеємі повідомила у своєму аккаунті на сайті Instagram, що її видавець запропонував їй два варіанти: червень 2019 року та грудень 2019 року, але вона вибрала перший, щоб шанувальникам не довелося чекати. Проте навантаження було занадто великим, тому автор, редактор і видавець погодилися приділити другій книзі більше часу. У грудні 2019 року «Діти помсти та чеснот» стала бестселером №1 за версією New York Times. 
У грудні 2020 року компанія Fox оголосила, що дві її дочірні компанії Lucasfilm і 20th Century Studios зніматимуть фільм «Діти крові та кісток».   У січні 2022 року Paramount Pictures придбала права на гарантований ексклюзивний прокат у кінотеатрах, а Temple Hill Entertainment разом із Sunswept Entertainment виступили продюсерами. Згідно з угодою, Адеємі напише сценарій, а також виступить виконавчим продюсером.  У грудні 2023 року було оголошено, що Джина Прінс-Байтвуд зніме екранізацію для Paramount Pictures з Віком Годфрі, Марті Боуеном, Карен Розенфелт і Меттом Джексоном стануть виконавчими продюсерами. 

## Інші види діяльності
Під час роботи над своїм дебютним романом «Діти крові та кісток» Адеємі працювала викладачем з творчого письма. Окрім свого успіху як романістки, Адеємі  продовжує викладати творче письмо через свій онлайн-курс The Writer's Roadmap . Writer's Digest включив її веб-сайт до списку "101 найкращий веб-сайт для письменників." 
Адеємі з'явилася запрошеною гостею в останньому епізоді "Герміони Ґрейнджер і кризи четвертого життя". 
Патрік Харпін та Еверетт Даунінг-молодший, залучили Адеємі до створення мультсеріалу «Мій тато, мисливець за головами», де більшість сценаристів складали чорношкірі. 

## Особисте життя
Томі Адеємі живе в Нью-Йорку. Вона походить з народу йоруба.  У неї двоє брат і сестра. Її мати керує хоспісом недалеко від Чикаго, батько – лікар, а брат – музикант. 

### Трилогія "Спадщина Ор'їші"
- Діти крові та кісток (англ. Children of Blood and Bone[en] ), 6 березня 2018 р.
- Діти помсти та чеснот (англ. Children of Virtue and Vengeance[en]), 3 грудня 2019 р.
- Діти туги та анархії (англ. Children of Anguish and Anarchy), орієнтовано 25 червня 2024 р.

Пов'язані книги
- Пробудити магію (англ. Awaken the Magic), журнал, 7 квітня 2020 р.

1. ↑  португальська Вікіпедія — 2001.
2. ↑  https://www.tomiadeyemi.com/
3. ↑  VIAF — [Dublin, Ohio]: OCLC, 2003.
4. 1 2 3 4 5 6  Чеська національна авторитетна база даних
5. 1 2  Durosomo, Damola (29 березня 2017). This 23-Year-Old Nigerian Author's Afrofuturist Novel Has Been Picked Up By Fox Studios. OkayAfrica. Процитовано 16 квітня 2017.
6. ↑  Nsubuga, Jimmy (15 квітня 2017). Writer lands seven figure deal for Black Lives Matter-inspired fantasy novel. Metro. Процитовано 16 квітня 2017.
7. ↑  2018 Nebula Awards. The Nebula Awards (амер.). Процитовано 19 травня 2019.
8. ↑  2019 Hugo Award & 1944 Retro Hugo Award Finalists. The Hugo Awards (амер.). 2 квітня 2019. Процитовано 19 травня 2019.
9. ↑  Tomi Adeyemi: The 100 Most Influential People of 2020. Time (англ.). 23 вересня 2020. Процитовано 25 червня 2021.
10. ↑  Adeyemi, Tomi (1 серпня 2018). thank you all for making this the best birthday yet... Twitter (англ.). Процитовано 1 серпня 2018.
11. 1 2 3  Kembrey, Melanie (March 9, 2018). "Interview: Tomi Adeyemi and her fantasy novel inspired by Black Lives Matter", The Sydney Morning Herald.
12. ↑  A conversation with Tomi Adeyemi — Assembly | Malala Fund. Assembly (брит.). 6 грудня 2018. Процитовано 13 лютого 2024.
13. 1 2  Wols, Lauren; Eck, Everett; Anderson, Hannah (March 21, 2018). "New author Tomi Adeyemi visits her alma mater". Hinsdale Central High School (Hinsdale, Illinois).
14. ↑  Hinsdale Central High School Foundation - Young Scholars 2008. hchsfoundation.org. Архів оригіналу за 13 липня 2019. Процитовано 13 липня 2019. [Архівовано 2019-07-13 у Wayback Machine.]
15. ↑  Senior Scholarship Program. PowerShow (англ.). Процитовано 13 липня 2019.
16. ↑  Tomi Adeyemi. Goodreads. Процитовано 5 серпня 2017.
17. ↑  Young Adult Hardcover Books - Best Sellers. The New York Times (англ.). 25 березня 2018. Процитовано 6 квітня 2018.
18. 1 2 3 4  Fleming, Mike Jr. (29 березня 2017). Fox 2000, Macmillan Land African Flavored Fantasy Novel 'Children Of Blood And Bone' In Splashy Deal. Deadline Hollywood. Процитовано 16 квітня 2017.
19. ↑  Tomi Adeyemi's unpublished novel and fantasy movies. BusinessDay (амер.). 1 квітня 2017. Архів оригіналу за 5 серпня 2017. Процитовано 20 червня 2017. [Архівовано 2017-08-05 у Wayback Machine.]
20. ↑  Danielle, Britni (30 березня 2017). Tomi Adeyemi's Debut Novel Heading to the Big Screen in Blockbuster Deal. Ebony. Процитовано 16 квітня 2017.
21. ↑  Rosen, Judith; Roback, Diane; Sellers, John A.; Nawotka, Ed (14 квітня 2017). A Big Week for Children's Book Publishing. Publishers Weekly (англ.). Процитовано 16 квітня 2017.
22. ↑  Adeyemi, Tomi [@tomi_adeyemi] (27 листопада 2018). Twitter Profile (Твіт). Архів оригіналу за 29 листопада 2018 — через Твіттер. {{Cite tweet}}: Розбіжність дати в параметрах |date= / |number= (довідка)
23. ↑  Adeyemi, Tomi [@tomi_adeyemi] (28 листопада 2018). Twitter Profile (Твіт). Архів оригіналу за 29 листопада 2018 — через Твіттер.
24. ↑  Roberts, Nora (29 листопада 2018). Mob Rule By Social Media. Fall Into The Story. Архів оригіналу за 29 листопада 2018.
25. ↑  Jordan, Tina (14 грудня 2018). Seeing Double on the Shelves. The New York Times.
26. ↑  Kramer Bussel, Rachel (1 грудня 2018). Romance Author Nora Roberts RespondsTo Tomi Adeyemi Accusation: 'You Can't Copyright A Title'. forbes.com.
27. ↑  Templeton, Molly (14 грудня 2020). Lucasfilm Is Developing Tomi Adeyemi's Children of Blood and Bone. Tor.com. Процитовано 20 січня 2021.
28. ↑  @Disney (10 грудня 2020). Tomi Adeyemi's New York Times bestselling novel Children of Blood & Bone... (Твіт). Процитовано 20 січня 2021 — через Твіттер.
29. ↑  Kroll, Justin (12 січня 2022). Paramount Pictures Lands Rights To Tomi Adeyemi Best-Selling YA Book Series 'Children Of Blood And Bone'. Deadline. Архів оригіналу за 23 січня 2022. Процитовано 12 січня 2022.
30. ↑  Kroll, Jason (December 14 2023). Gina Prince-Bythewood to direct adaptation of Tomi Adeyemi’s “children of blood and bone” for Paramount Pictures. Deadline. https://deadline.com/2023/12/gina-prince-bythewood-tomi-adeyemi-children-of-blood-and-bone-paramount-pictures-1235667075/
31. ↑  Lipp, Cassandra (29 липня 2020). Writer's Digest Best Writing Advice Websites 2020. Writer's Digest (англ.). Процитовано 21 січня 2021.
32. ↑  Sunshine Moxie (15 листопада 2018), Hermione Granger and the Quarter Life Crisis - Episode 207 - "AIW", процитовано 25 листопада 2018
33. ↑  Jordan, Megan (14 лютого 2023). Netflix's 'My Dad the Bounty Hunter' Is an Afrofuturist Marvel. Rolling Stone. Архів оригіналу за 16 лютого 2023. Процитовано 16 лютого 2023.
34. ↑  Why my Parents didn't Teach My Siblings & I Yoruba – Tomi Adeyemi. BellaNaija. 22 серпня 2018. Процитовано 26 січня 2020.
35. ↑  Adenike Adebajo (24 січня 2020). Tomi Adeyemi on channelling her Naija ancestors, fantasy and faith. gal-dem.com. Процитовано 26 січня 2020. [Архівовано 2020-01-26 у Wayback Machine.]
36. ↑  Hughes, Sarah (10 березня 2018). Tomi Adeyemi: 'We need a black girl fantasy book every month'. the Guardian (англ.). Процитовано 10 січня 2022.